# Rio Solo
O rio Solo também denominado Bengawan Solo, é o mais longo rio da ilha de Java na Indonésia, com um comprimento aproximado de 600 km. Além da sua importância como um curso de água para os moradores e fazendas das regiões situadas a leste e norte da ilha, é também uma região de renome nos círculos de Paleoantropologia. Muitas descobertas dos primeiros ‘’restos’’ de hominídeos  foram feitas em vários locais de seus vales, especialmente no Sangiran, incluindo a do primeiro fóssil humano encontrado fora da Europa, o chamado crânio do  "Homem de Java".
O rio Solo foi o local da queda do voo 421 da companhia indonesiana Garuda Airlines em 16 de janeiro de 2002.

## Geografia
O rio Solo tem sua origem no vulcão do Monte Lawu, na fronteira entre a Java Central e Java Oriental. Ele passa pela cidade de Surakarta (chamada de Solo pelos habitantes locais). Um importante afluente inicial do rio Solo é o rio Dengkeng, que tem a sua nascente no Monte Merapi.
O delta do rio Solo tem um enorme fluxo de sedimentação de lama que deposita 17 milhões de toneladas de lodo por ano. Esta sedimentação forma uma capa no delta, que tem uma média de crescimento longitudinal de 70 m por ano.

## História

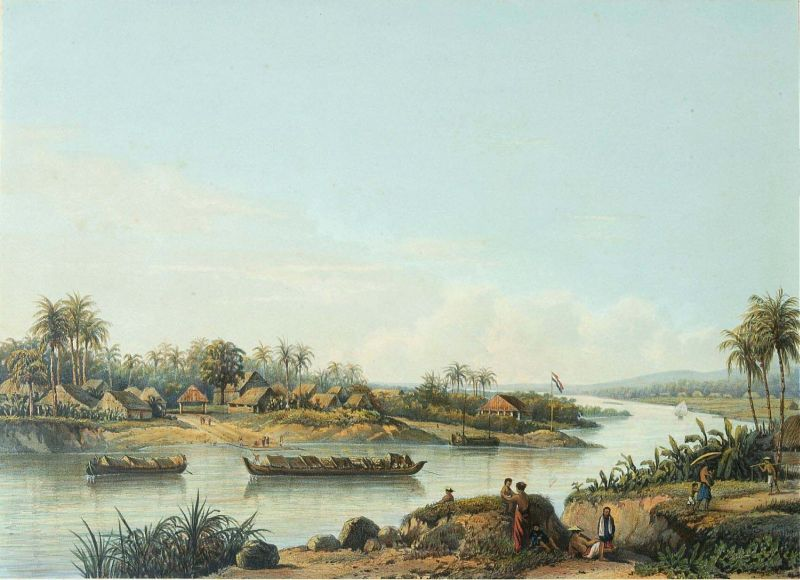
Embarcações no rio Solo durante período colonial.

O Solo fazia parte do enorme sistema fluvial que existia na Sundaland. O sistema fluvial desapareceu quando Sundaland foi submersa após a ascensão do nível do mar depois da última Idade do Gelo
O rio desempenhou papel importante na história javanesa. Sua bacia de drenagem é uma importante área agrícola, dominada pela agricultura do arroz. O rio transporta a jusante fertil solo vulcânico, reabastecendo o solo. Ele também fornece ligação entre cidades portuárias javanesas no litoral norte e o interior.

## Outras fontes
- Prabowo, Dibyo, & McConnell, D. J. & Food and Agriculture Organization of the United Nations.  (1993),  Changes and development in Solo Valley farming systems, Indonesia   Food and Agriculture Organization of the United Nations, Rome ISBN 92-5-102897-4
- Turner, Peter (1997). Java. Melbourne: Lonely Planet. p. 286. ISBN 0-86442-314-4